# Johannes Jørgensen

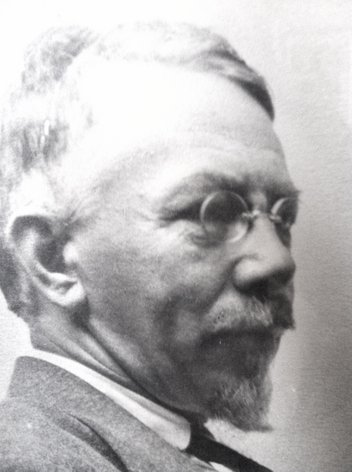
Johannes Jørgensen

Johannes Jørgensen (* 6. November 1866 in Svendborg; † 29. Mai 1956 ebenda) war ein dänischer Dichter und Schriftsteller. Internationale Bekanntheit erlangte er vor allem durch seine biografischen Darstellungen der Heiligen Franz von Assisi (1907), Katharina von Siena (1915) und Birgitta von Schweden (1946). Ein Hauptwerk ist daneben seine sechsbändige Autobiografie Mit Livs Legende („Die Legende meines Lebens“), die sogar ins Japanische übersetzt wurde.

## Leben
In Svendborg auf Fünen als Sohn eines Kapitäns aufgewachsen, verließ Jørgensen mit 16 Jahren seine Heimatstadt, um in Kopenhagen das Abitur zu machen und zu studieren. Hier entstanden seine ersten dichterischen Versuche. Gleichzeitig begegnete er dem dänischen Kulturradikalismus, einer vor allem von Künstlern und Intellektuellen getragenen religions-, moral- und gesellschaftskritischen Strömung. Deren Monismus befriedigte ihn jedoch nicht, und er wandte sich dem Symbolismus zu. Mit Gleichgesinnten gab er die Zeitschrift Tårnet („Der Turm“) in den Jahren 1893/94 heraus, in der er, oft in polemischem Ton, eine idealistische Weltsicht vertrat. Bei den intellektuellen Wortführern, vor allem Georg und Edvard Brandes, erntete er dafür Ablehnung und Spott. Vom dänischen Kultusministerium erhielt er ein Stipendium für eine Studienreise nach Deutschland, Italien und Frankreich.
Neue Begegnungen, darunter die mit dem Malermönch und Konvertiten Willibrord Verkade, den er 1894 in der Erzabtei Beuron in Baden-Württemberg, besuchte, sowie mit dem zum Katholizismus konvertierten Juden Mogens Ballin, lösten eine geistige Krise aus. Mit Ballin verbrachte Jørgensen 1894 drei Monate in Assisi. Die Gestalt des heiligen Franziskus ließ ihn danach nicht mehr los. 1896 wurde Jørgensen in die katholische Kirche aufgenommen.
Seitdem wandte er sich als Schriftsteller zunehmend religiösen Themen zu. Seine Franziskus-Biografie von 1907 wurde in viele Sprachen übersetzt und trug ihm die Ehrenbürgerschaft von Assisi und später auch die seiner Geburtsstadt Svendborg ein. In den Jahren 1913/14 besetzte er eine Professur für Ästhetik in Löwen. In Assisi nahm er 1915 seinen Wohnsitz, nachdem er sich 1913 von seiner Frau Amalie Ewald und den sieben gemeinsamen Kindern getrennt hatte. 1937, zwei Jahre nach Amalies Tod, heiratete er die Österreicherin Helena Klein.
Die Zeit in Assisi wurde von 1938 bis 1947, während des Zweiten Weltkriegs, durch einen Aufenthalt im schwedischen Vadstena beim Kloster der heiligen Birgitta unterbrochen, deren Biografie er nun schrieb.
Jørgensen unterhielt persönliche Freundschaften mit Schriftstellern wie Paul Verlaine, Léon Bloy und Stéphane Mallarmé. Als Übersetzer in die dänische Sprache sowie aus dem Dänischen erwarb er sich den Ruf eines „Botschafters der Weltliteratur“. Jahrelang hatte er eine wöchentliche Kolumne in der Kopenhagener Berlingske Tidende.
Als 86-Jähriger zog Johannes Jørgensen 1952 von Assisi wieder nach Svendborg zurück, wo er auch auf dem Stadtfriedhof begraben wurde.

## Nachwirken
Trotz des Erfolgs seiner Heiligenbiografien im Ausland und der anerkannten Sprachkraft vor allem seiner Natur- und Reiseschilderungen blieb Jørgensen in Dänemark nur kleinen Kreisen bekannt. Das dänische Højskolesangbogen, eine Sammlung beispielhafter Dichtungen der dänischen Literatur, enthält nur einen Text von ihm.

## Werke
- 1894: Bekendelse
- 1900: Vor Frue af Danmark (Roman)
- 1901: Romersk Mosaik (deutsch: Römische Mosaik), 1906
- 1904: Lyrik. Udvalgte Ungdomsdigte (1885-1896), Nordisk Forlag, København 1904
- 1907: Den yndigste Rose
- 1907: Den helligen Frans af Assisi (Biografie)
- 1915: Klokke Roland
- 1916–19: Mit Livs Legende (Autobiografie in 6 Bd.)
- 1943: Digte i Danmark

## Auszeichnungen
- 1933 Literaturpreis Drachmannlegatet